# Ethel Bellamy
Ethel Frances Butwell Bellamy (Oxford, 17 de noviembre de 1881 – Weymouth, 7 de diciembre de 1960) fue una informática astronómica y sismóloga británica, que ayudó a catalogar la posición de más de un millón de estrellas.

## Biografía
Hija de Mary Bellamy (de soltera Castell) y de Montague Edward James Butwell Bellamy (1850-1908). Su tío Frank Arthur Bellamy era el mayor de los dos asistentes del Observatorio Radcliffe de la Universidad de Oxford. En 1899, a los 17 años, Ethel empezó a trabajar para él, a tiempo parcial desde su casa, como asistente. Realizaba los cálculos para las contribuciones de Oxford a los proyectos de la Carte du Ciel y el Catálogo Astrográfico, bajo la dirección del Profesor Saviliano de astronomía, Herbert Hall Turner. En 1912, Turner la nombró segunda asistente del observatorio, un puesto permanente a tiempo completo, por 50 libras esterlinas al año. El puesto al que accedió había sido ocupado anteriormente por otro de sus tíos, Frederick Bellamy, quien había fallecido a temprana edad antes de que ella naciera.
Después de completar el papel de Oxford en el Catálogo Astrográfico, Turner decidió ayudar al Observatorio Vaticano, que estaba teniendo dificultades con sus cálculos. De 1911 a 1928, Bellamy realizó las reducciones en las mediciones y preparó los resultados para su publicación; el análisis de la zona del Vaticano estaba "totalmente en [sus] manos". En reconocimiento a su trabajo, el Vaticano le otorgó una medalla de plata en 1928; sin embargo, su trabajo al respecto no fue remunerado. Para 1928, ella y su tío habían catalogado la posición de más de un millón de estrellas. 
En 1918 Bellamy se convirtió en asistente de sismología del observatorio. Ella operaba sismógrafos, manejaba correspondencia con hasta seiscientas estaciones de sismógrafos y recopilaba los datos para ser analizados. Después de que Turner, o desde 1923, un nuevo asistente llamado Joseph Hughes, había calculado los epicentros de los terremotos, preparó los resultados para su publicación en el International Seismological Summary (ISS). Además, ella misma calculó los epicentros para seis números durante la Segunda Guerra Mundial mientras Hughes estaba sirviendo en las fuerzas armadas.
En este puesto trabajó en una choza sin calefacción hasta 1927, lo que le causó malestar además de su mala salud en general. En 1930, el año de la muerte de Turner, se convirtió en la editora de la ISS; en su memoria, ella produjo de forma voluntaria un índice de los epicentros de 1925 a 1935 y un mapa del mundo que muestra sus ubicaciones. Entre 1913 y 1939 publicó nueve artículos, dos de ellos con su tío. Su tío murió en 1936 y, a pesar de su larga asociación, su tío dejó una valiosa colección a la Universidad de Cambridge y, sorprendentemente, no dejó dinero. Las finanzas de Bellamy mejoraron cuando la Universidad de Cambridge rechazó el legado de su tío para poder venderlo. 
En 1939, Bellamy publicó un artículo en la revista científica Nature, que se centra en la distribución geográfica de los epicentros de los terremotos registrados por el Comité Sismológico de la Asociación Británica desde 1913 hasta 1932.
Vivió con su tío Frank Bellamy en Oxford hasta 1949. En julio de 1947, se jubiló y se mudó a Upwey, Dorset. Falleció en Weymouth el 7 de diciembre de 1960.

## Reconocimientos
La casa en la que vivió con su tío Frank Bellamy en el número 2 de Winchester Road, en Oxford, entre 1930 y 1949, tiene una placa azul en su memoria.
Bellamy era miembro de la British Astronomical Association y fue elegida miembro de la Real Sociedad Astronómica en 1926. Además, Oxford le otorgó un título honorífico de Maestría en Artes.